# De største helte
De største helte er en dansk komedie- og dramafilm fra 1996, med Bo Hr. Hansen som manuskriptforfatter og Thomas Vinterberg som instruktør.
Det danske rockband D-A-D skrev tre numre til filmens soundtrack; "Sunshine 'n' High Crome", "The Greatest Heroes" og "Fourtynine Twenty".

## Handling
Karsten er bankrøver og prøveløsladt, da det ringer på hans dør. Det er ekskæresten Lisbeth Lund, som fortæller at de sammen har en datter ved navn Louise, som nu er 12 år. Far og datter skal nu mødes for første gang. De to tager således i Tivoli.
Louises stedfader Allan er ond mod hende, og der er undertoner om incest i filmen. Hun flygter hjem til sin biologiske fader, og de to flygter til Sverige sammen med Karstens makker Peter.
På et tidspunkt da hun ringer hjem, finder hendes Allan ud af hvor de er, og han tager derfor til Sverige for at få fat i Louise. Da Karsten og Allan mødes går det galt. Karsten, Peter og Louise må flygte videre.

## Medvirkende
- Thomas Bo Larsen
- Ulrich Thomsen
- Mia Maria Back
- Bjarne Henriksen
- Paprika Steen
- Trine Dyrholm
- Hella Joof